# Клит (адмирал)
Вижте пояснителната страница за други личности с името Клит.
Клит Белия (на старогръцки: Κλείτος Λευκός, Kleitos, † 317 г. пр. Хр.) е древномакедонски адмирал, командант на флота (nauarchos) на Александър Македонски и диадох през IV век пр. Хр.
Допълнителното си име „Белия“ получава, за да се отличава от Клит Черния († 328 г. пр. Хр.).
Клит участва в Азиатския поход на Александър Велики като таксиарх (командант) на фаланга. В битката при Хидасп през 326 г. пр. Хр. той пресича с Александър река Хидасп. След бунта на войската в град Опис 324 г. пр. Хр. той е изпратен с ветераните под командването на Кратер обратно в Европа.
Там той помага на Антипатър в Ламийската война против въстаналите гърци. През есента 322 г. пр. Хр. той побеждава в решителната битка при Аморгос против Атина. Според Плутарх след тази победа Клит се нарекъл Посейдон и започнал да носи тризъбец. След първата диадохска война за службите си през 320 г. пр. Хр. на конференцията в Трипарадис той получава провинция Лидия. През втората диадохска война Клит поддържа имперския регент Полиперхон. През 319 г. пр. Хр. той губи Лидия на Антигон Монофталм. През лятото 317 г. пр. Хр. се състои битката при Византион, в която Клит първо има победи против Никанор, след това обаче е разгромен от Антигон. Той успява да избяга в Тракия, където Лизимах го залавя и убива..